# Enrico Chapela
Enrico Chapela (* 29. Januar 1974 in Mexiko-Stadt) ist ein mexikanischer Komponist und Gitarrist.

## Leben und Werk
Chapela studierte Musik in Mexiko-Stadt, London und Paris. Seit dem Jahr 2000 komponiert er.
Charakteristisch für seine Werke ist die Verbindung von Elementen aus Jazz, Rock und der lateinamerikanischen Tradition mit klassisch-seriellen Techniken, die oft spielerisch eingesetzt werden. So bildet das neunminütige Orchesterwerk ínguesu den neunzigminütigen Verlauf des Endspiels aus dem FIFA Confederations Cup 1999 musikalisch ab, samt Spielerwechseln, Toren und Strafkarten; die Holzbläser repräsentieren die mexikanische Mannschaft, die Blechbläser die Brasilianer, das Schlagwerk die Bank, die Streicher das Stadionpublikum usw., und die musikalischen Themen sind von den Schlachtrufen (daher auch der Werktitel) beeinflusst. Das Gitarrenstück Melate Binario beruht auf dem System eines populären mexikanischen Zahlenlottos, und Lo nato es neta auf astrologischen Konstellationen.
Chapela ist verheiratet und lebt in Mexico.

### Kompositionen (Auswahl)
- Duelo en vela für Klavier
- El cuarto camino für Streichquartett (1996)
- Lo nato es neta für Rock-Trio und verschiedene Quintett-Besetzungen (2001 2003)
- La Mengambrea für Saxophon-Quartett (2002)
- ínguesu – Symphonische Dichtung für Orchester (2003)
- Melate Binario für akustische Gitarre solo (2004)
- S.O.S. für Flöte, Klarinette, Klavier, Violine, Viola und Violoncello (2005)
- Crucigrama für Streichquartett mit Gitarrenquartett (2006)
- Encrypted Poetry – Konzert für Percussion-Trio und Orchester (2007, Auftragswerk des Alexander Zemlinsky Kompositionswettbewerbs)
- Noctámbulos – Konzert für Rock-Trio und Orchester (2008, Auftragswerk der Dresdner Sinfoniker)
- Li Po für Kammerorchester (2008/09, Auftragswerk der Los Angeles Philharmonic Association, Leitung Esa-Pekka Salonen, für die Neue-Musik-Reihe "Green Umbrella")
- Irrational Music für Kammerorchester (2009, Auftragswerk des estnischen NYYD-Ensembles, Leitung Olari Elts, und des New Yorker Festivals "New Paths in Music")